# Јесења изложба УЛУС-а (1990)
Јесења изложба УЛУС-а (1990) је трајала од 14. до 28. септембра 1990. године. Одржана је у галеријском простору Удружења ликовних уметника Србије односно у Уметничком павиљону "Цвијета Зузорић", у Београду и Галерији савремене уметности, у Нишу.

## Награде
Добитник награде односно монографије на овој Јесењој изложби је уметница Олга Јеврић.

## Излагачи

### Сликарство
1. Даница Баста
2. Милан Блануша
3. Милош Гвозденовић
4. Оливера Грбић
5. Божидар Дамјановски
6. Драган Добрић
7. Александар Ђурић
8. Радивоје Ђуровић
9. Ђорђе Илић
10. Љубодраг Јале Јанковић
11. Дивна Јеленковић
12. Милутин Копања
13. Милица Лукић
14. Тахир Лушић
15. Јелена Марковић
16. Срђан Марковић
17. Даница Масниковић
18. Слободана Матић
19. Момчило Митић
20. Љубица Николић
21. Саво Пековић
22. Градимир Петровић
23. Милета Продановић
24. Миодраг Б. Протић
25. Јован И. Ракиџић
26. Миодраг Ристић
27. Добри Стојановић
28. Радислав Тркуља
29. Зоран Чалија

### Скулптура
1. Светомир Басара Арсић
2. Божидар Бабић
3. Коста Богдановић
4. Милун Видић
5. Златко Гламочак
6. Ана Виђен
7. Олга Јеврић
8. Радомир Кнежевић
9. Момчило Крковић
10. Анте Мариновић
11. Душан Б. Марковић
12. Драган Милеуснић
13. Балша Рајчевић
14. Милош Сарић
15. Мирољуб Стаменковић
16. Војин Стојић
17. Сава Халугин

### Графика
1. Мирослав Арсић
2. Бранимир Карановић
3. Велизар Крстић
4. Мирјана Маодуш
5. Миодраг Млађовић
6. Бранко Павић
7. Гордана Петровић
8. Љиљана Стојановић
9. Зоран Тодовић
10. Драгиша Ћосић
11. Бранислав Фотић